# George Smith (assyriologue)
Pour les articles homonymes, voir George Smith et Smith.
George Smith (né le 26 mars 1840 à Chelsea et mort le 19 août 1876 à Alep) est un assyriologue britannique, pionnier en la matière, qui a découvert et traduit l'Épopée de Gilgamesh, une des œuvres littéraires les plus anciennes de l’humanité.

## Biographie

### Jeunes années
Né dans une famille de classe moyenne de l'Angleterre victorienne, George Smith est un enfant doué, mais ses chances d'éducation sont limitées par son milieu. Il devient à 14 ans apprenti imprimeur, apprenant notamment la gravure sur billets, à laquelle il excelle. Durant son temps libre, fasciné par la culture assyrienne et son histoire, il lit beaucoup sur le sujet. Son intérêt est tel que, alors qu'il est toujours employé de l'imprimerie pour subvenir aux besoins de sa femme et de ses enfants, il passe ses pauses déjeuner au British Museum, étudiant les tablettes cunéiformes découvertes près de Mossoul par Austen Henry Layard et son assistant Hormuzd Rassam pendant l'expédition archéologique de 1840.
Il acquiert bientôt plus de savoir sur l'écriture cunéiforme que le personnel du musée et attire l'attention de l'assyriologue renommé Henry Rawlinson.

### Découvertes
Les premiers succès de George Smith ont été en 1866 la découverte de la date de l'hommage rendu par Jéhu, roi du Royaume d'Israël, à Salmanazar III, puis en 1867 les découvertes de deux inscriptions uniques, l'une déterminant la date de l'éclipse solaire totale au mois Sivan en mai -763,et l'autre la date de l'invasion de Babylone par les Elamites en -2280.
En 1867, sur la suggestion de Rawlinson, il est nommé assistant du département d'assyriologie.
En 1871, il publie Annales de Assur-bani-pal traduites et éditées par la nouvelle Society of Biblical Archaeology et un article sur « l'histoire ancienne de Babylone ».

### Reconnaissance

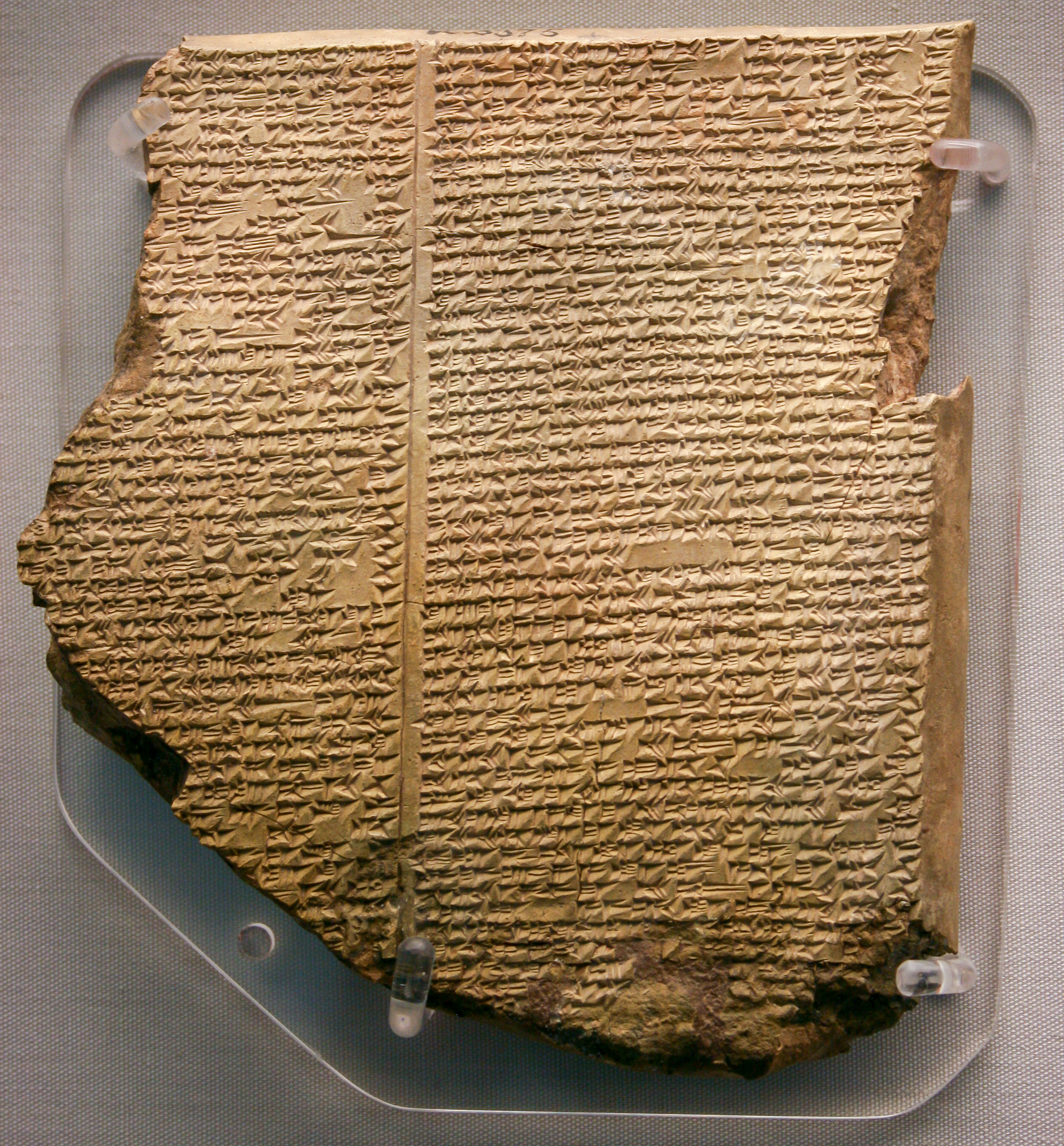
Tablette du Déluge de l’épopée de Gilgamesh, rédigée en akkadien

Devant la Société d'Archéologie biblique, le 3 décembre 1872, en présence du Premier ministre William Ewart Gladstone, George Smith atteint la renommée en traduisant ce qui est connu pour être aujourd'hui le plus vieux récit littéraire de la civilisation : la XIe et dernière tablette de l'épopée de Gilgamesh dans sa version classique de la fin du IIe millénaire. Celle-ci raconte une histoire de Déluge très semblable, même dans les détails, à celle que l'on trouve dans la Bible mais composée très antérieurement à celle-ci. Cette découverte replaça la Bible dans le courant de la littérature universelle. Le public découvre alors que les textes bibliques ont été influencés et que leurs rédactions ont connu plusieurs phases. Cette prise de conscience est le début de la méthode dite historico-critique.
En janvier 1873, Edwin Arnold, rédacteur en chef du journal The Daily Telegraph, organise le voyage de Smith à Ninive payé par le journal, en vue de trouver les tablettes manquantes au récit du Déluge, voyage qui fut couronné de succès. 
En novembre, Smith quitte à nouveau l'Angleterre pour Ninive, pour une seconde expédition, cette fois payée par le Musée, et poursuit ses fouilles à Kouyunjik (Ninive). Son travail est reporté dans le livre Assyrian Discoveries, publié en 1875. 
Il traduit et assemble les tablettes de la Création, publiées ensuite dans The Chaldaean Account of Genesis (1880, coécrit avec Archibald Sayce).

### Décès
En mars 1876, le British Museum envoie à nouveau George Smith pour fouiller les restes de la bibliothèque d'Assurbanipal. À Ikisji, un village près d'Alep, il attrape la dysenterie. Il meurt le 19 août. Il laisse une veuve et plusieurs enfants, à qui la Reine accorda une annuité de 150 livres.

## Ouvrages
- Annals of Assur-bani-pal, 1871.
- Assyrian Discoveries: An Account of Explorations and Discoveries on the Site of Nineveh, During 1873 to 1874, 1875
- The Chaldean Account of Genesis, 1876
- History of Sennacherib, Archibald Henry Sayce, 1878.
- The History of Babalonia, Archibald Henry Sayce, 18--.